# Jeune Pêcheur et son panier
Jeune Pêcheur et son panier est une peinture de l'Âge d'Or hollandais du peintre Frans Hals, peint au début des années 1630, se trouvant actuellement dans la Galerie Nationale d'Irlande.

## Peinture
Cette peinture a été documentée par Hofstede de Groot en 1910, qui a écrit "51. UN PETIT PECHEUR. B. 68 ; M. 255. "Presque de face, la tête légèrement penchée vers la gauche, il se rit du spectateur ; sa bouche est ouverte, montrant les dents. Il porte un manteau noir avec de larges manches, et un petit bonnet rouge. Il jette son poignet droit dans un grand panier. Il a un poisson dans sa main gauche. Très caractéristique. Signé avec le monogramme ; toile, 28 1/2 pouces par 23 pouces. Galerie Nationale d'Irlande, à Dublin, catalogue de 1898, N° 193."
Hofstede de Groot a recensé plusieurs pêcheurs de Frans Hals tels celui-ci. Cette peinture a également été documentée par W. R. Valentiner en 1923.
D'autres pêcheurs par Hals :

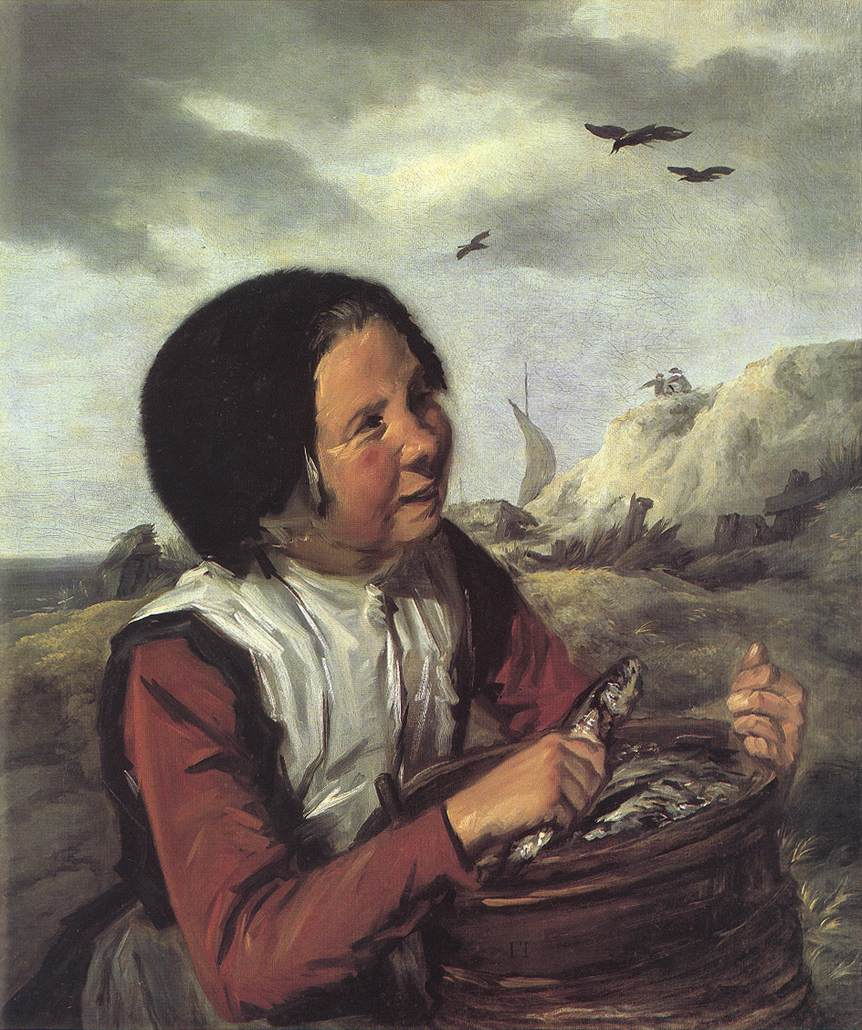
Jeune pêcheuse souriante
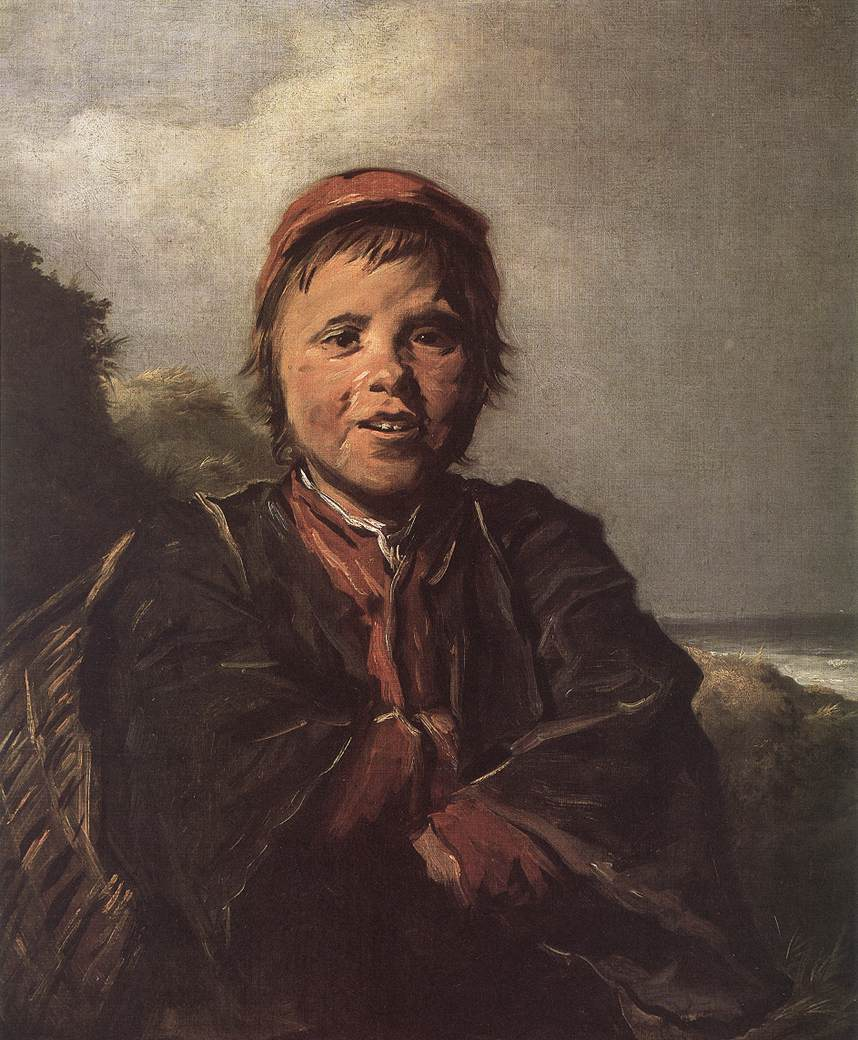
Le Jeune Pêcheur
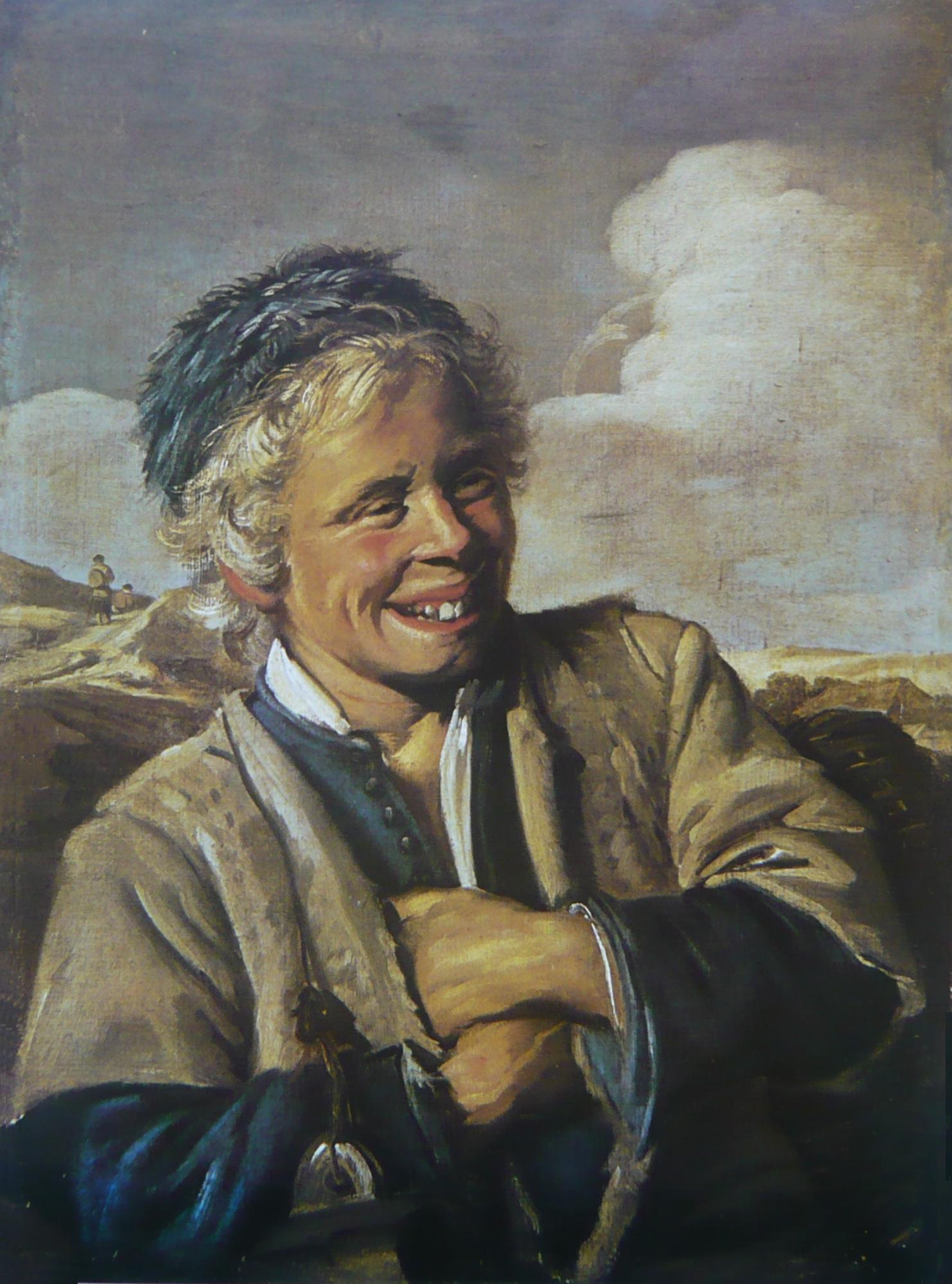
Jeune Pêcheur riant